# Maksa
Maksa je žensko osebno ime.

## Izvor imena
Ime Maksa je različica ženskega osebnega imena Maksimiljana.

## Pogostost imena
Po podatkih Statističnega urada Republike Slovenije je bilo na dan 31. decembra 2007 v Sloveniji število ženskih oseb z imenom Maksa: 18.

## Osebni praznik
Osebe z imenom Maksa godujejo takrat kot osebe z imenom Maksimiljana oziroma Maksimiljan.